# Schwabenkinder

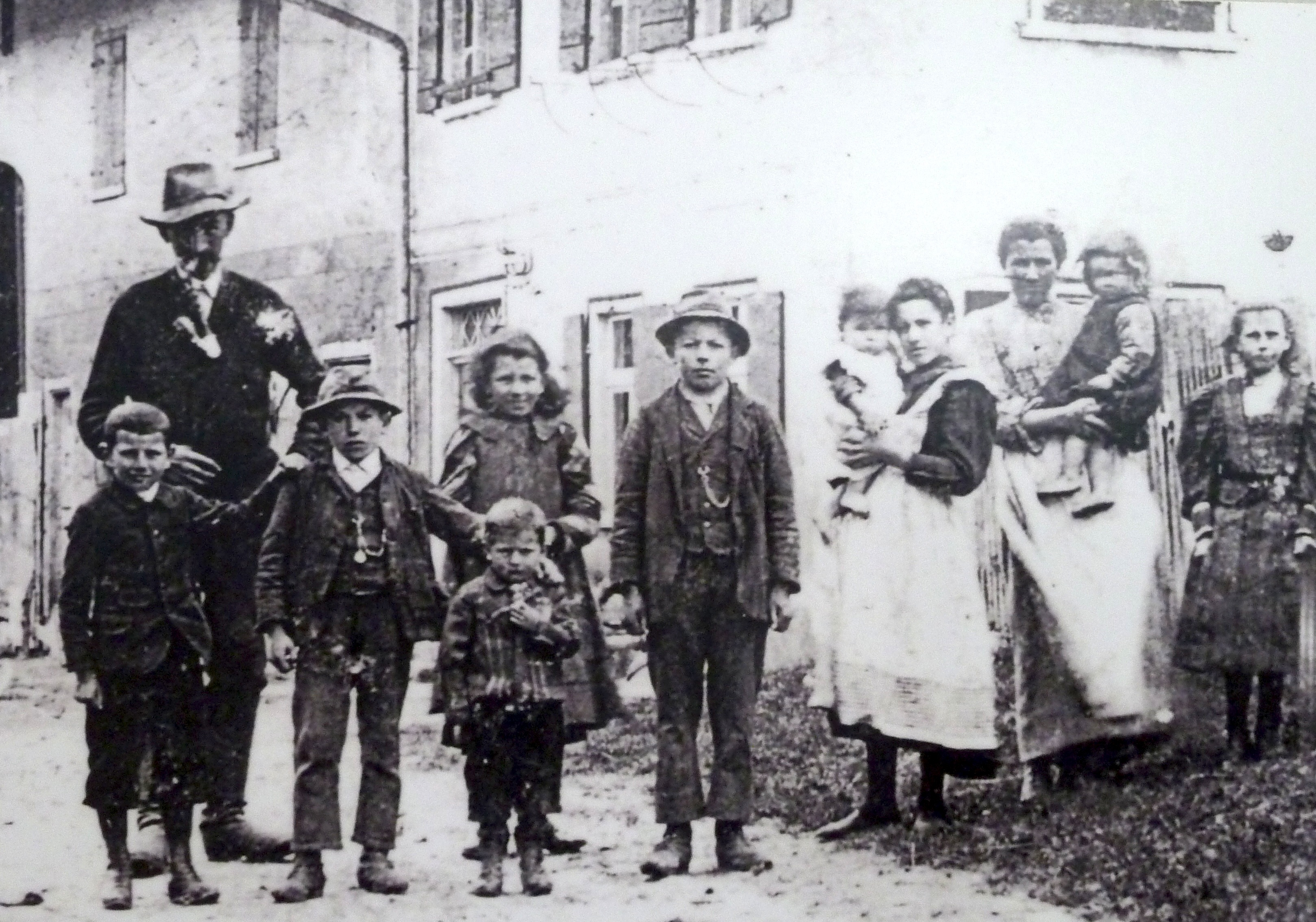
Bündner Schwabenkinder in Arnach (1907)

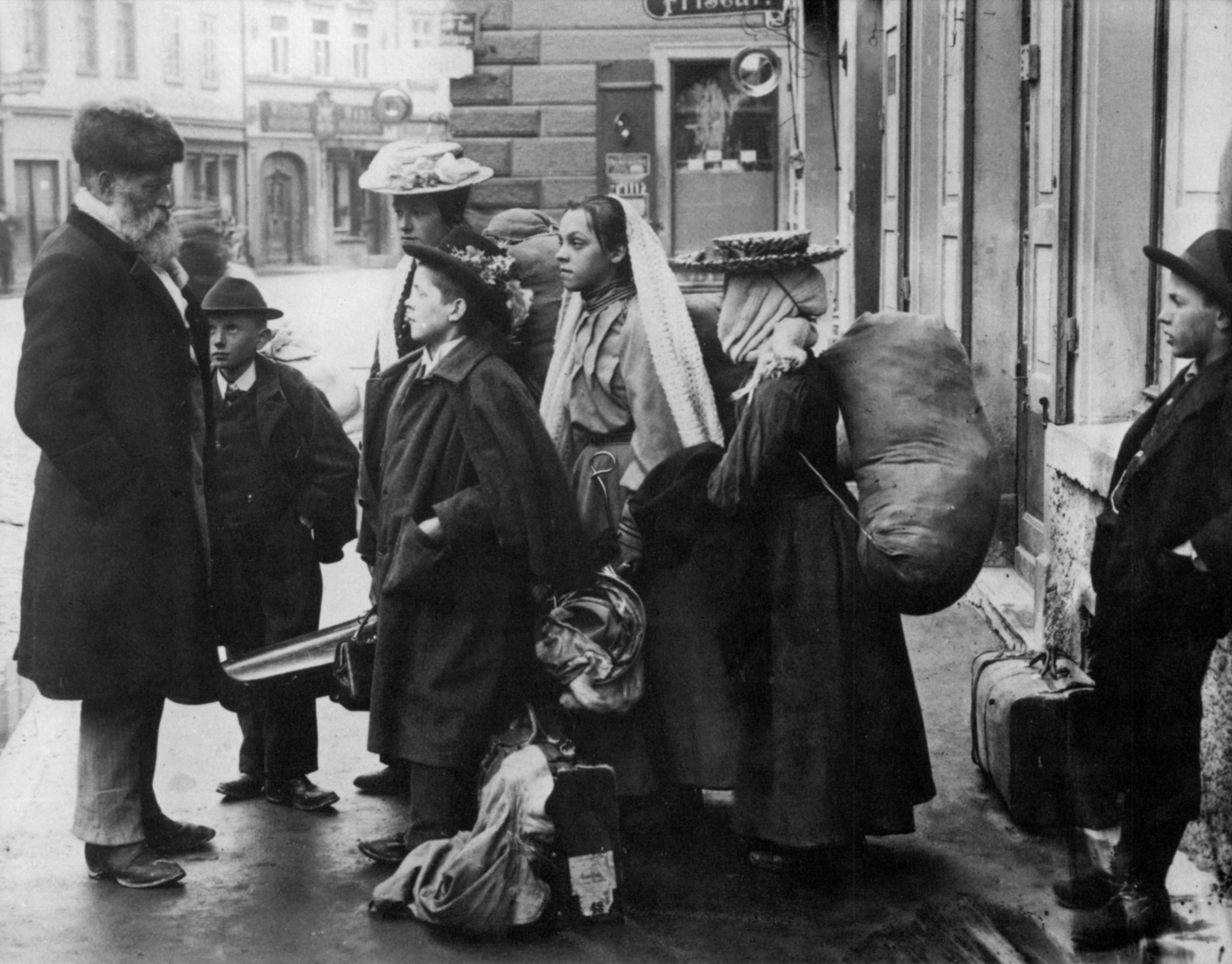
Hütekinder in Oberschwaben (Foto von Peter Scherer, wohl um 1900)

Als Schwaben- bzw. Hütekinder wurden Bergbauernkinder aus Vorarlberg, Tirol, der Schweiz und Liechtenstein bezeichnet, die von Beginn der Neuzeit bis ins frühe 20. Jahrhundert aufgrund der Armut ihrer Familien alljährlich im Frühjahr durch die Alpen zu den „Kindermärkten“ hauptsächlich nach Oberschwaben zogen, um dort als Saison-Arbeitskräfte im Wesentlichen an Bauern in ländlich geprägten Regionen Württembergs (Oberschwaben und Schwäbische Alb), teilweise auch Badens und Bayerns vermittelt zu werden.

## Geschichte

### Armut
Das „Schwabengehen“, das seine ersten Erwähnungen bereits im 16. und 17. Jahrhundert findet, erlebte im 19. Jahrhundert seinen Höhepunkt. Es wird geschätzt, dass damals jährlich fünf- bis sechstausend Kinder auf Höfen in der Fremde als Hütejungen, Mägde oder als Knechte arbeiteten. Hintergrund waren die äußerst geringen Bodenerträge in den alpinen Regionen und die damit verbundene Armut, die die Eltern dazu trieb, eines oder mehrere ihrer zahlreichen Kinder in die Fremde zu schicken.

### Die Wege
Die Wege aus Tirol und Vorarlberg bzw. aus der Schweiz nach Oberschwaben waren lang und beschwerlich. Für einen Teil der meist 5- bis 14-jährigen Kinder führte er über Bergpässe wie den Arlberg, die in der Regel im März noch von Schnee bedeckt waren und die viele mit schlechtem Schuhwerk und dürftiger Kleidung zu überwinden hatten. Meist war ein Erwachsener, manchmal ein Priester, ihre Begleitperson, der unterwegs dafür sorgte, dass sich die Kinder in warmen Ställen zum Schlafen niederlassen konnten, und der auf den Märkten die Preise aushandelte. Mit dem Bau der Arlbergbahn 1884 wurde die Reise für die Tiroler Kinder erleichtert.

### Die Hütekindermärkte

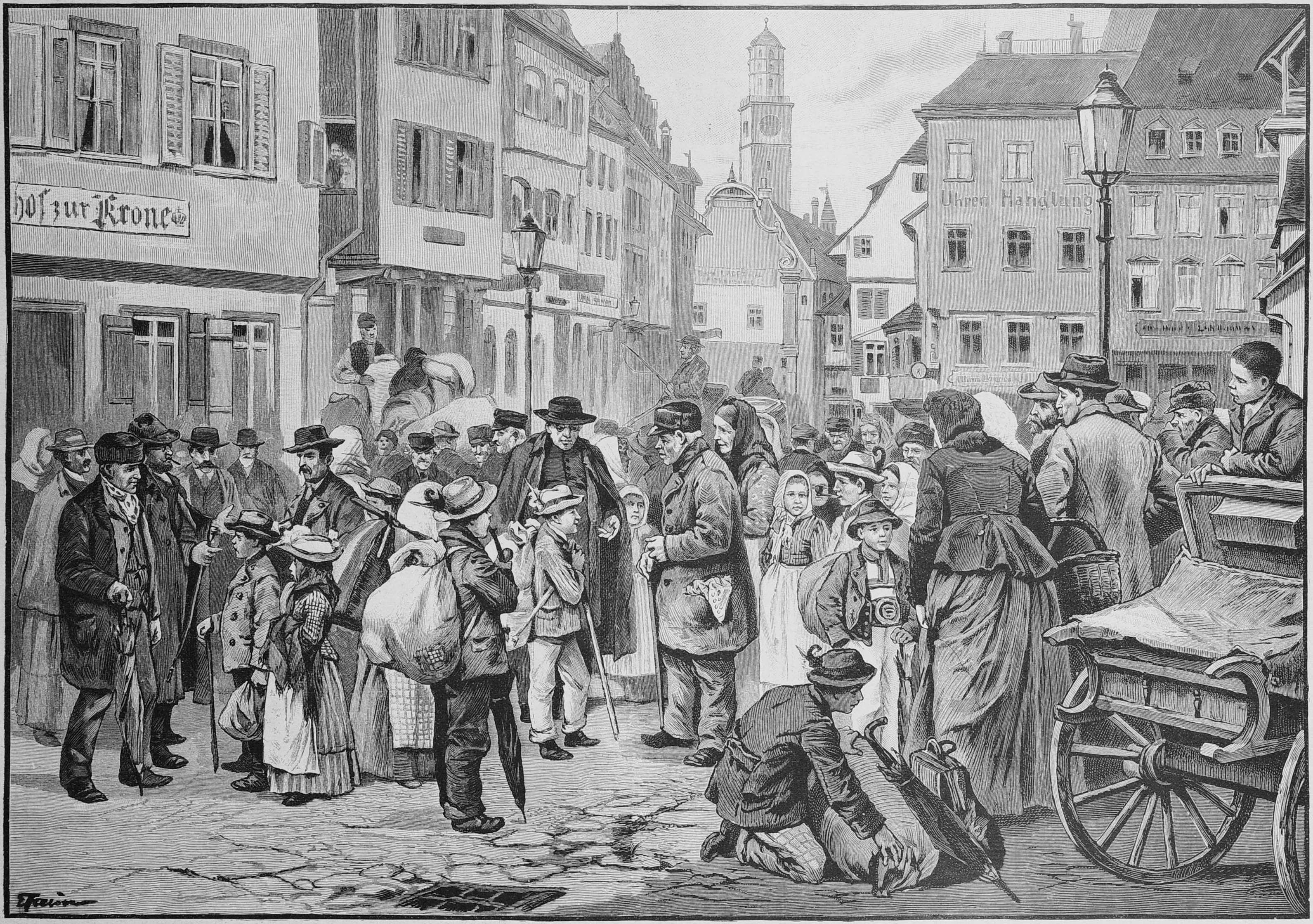
Tiroler Schwabenkinder in Ravensburg 1895

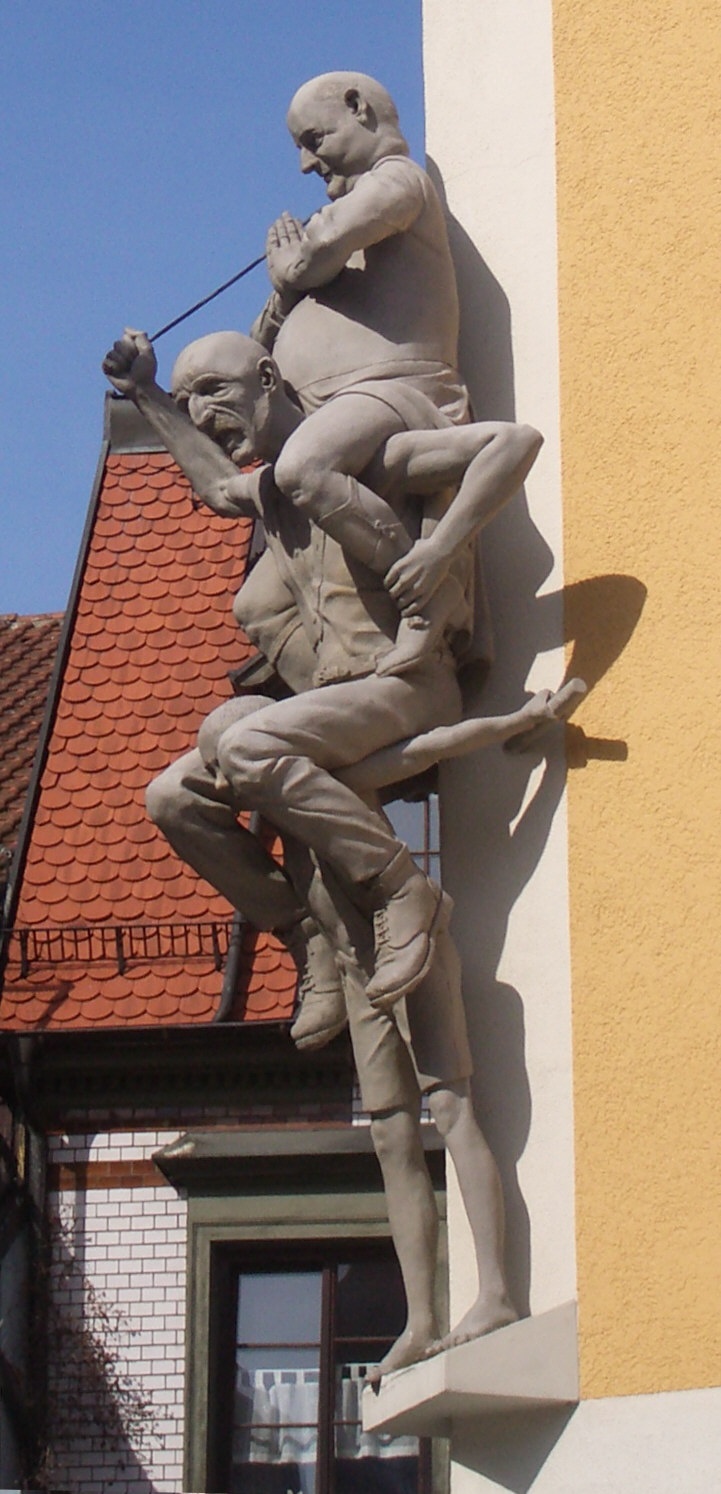
Ravensburg: Skulptur Ravensburger Kindermarkt von Peter Lenk

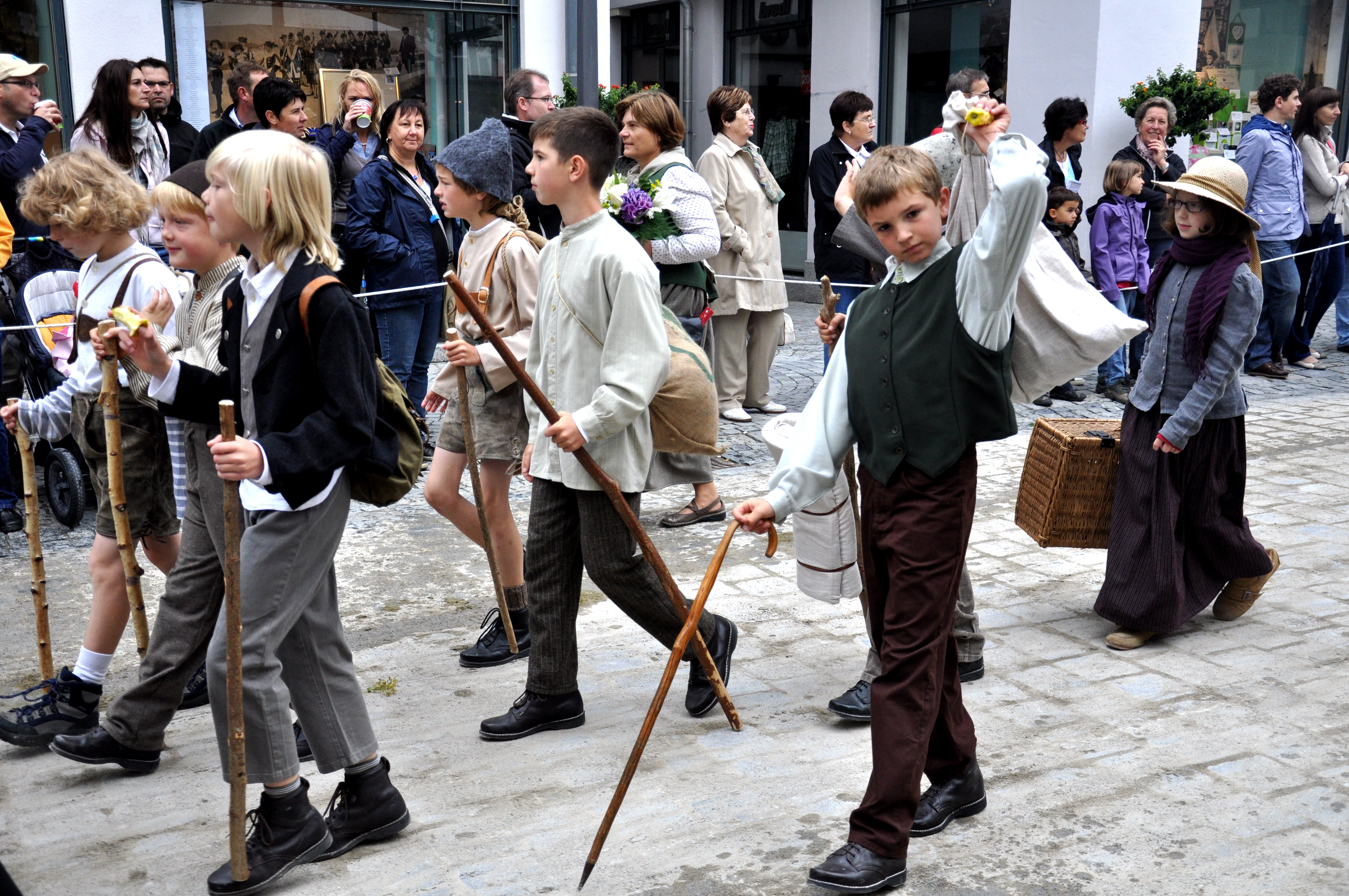
Würdigung der Schwabenkinder beim Rutenfest in Ravensburg 2011

Die „Kindermärkte“ in Oberschwaben fanden meist um Josephi (19. März) statt. Zu Simon und Juda (Ende Oktober) oder spätestens am Martini (11. November) ging es wieder in Richtung Heimat. Im Gepäck waren dann das sogenannte „Doppelt Häs“ (ein doppelter Satz Kleidung von der Kopfbedeckung bis zum Schuhwerk) und je nach Alter und ausgehandeltem Preis einige Gulden.
Hütekindermärkte gab es in Ravensburg, Friedrichshafen, Kempten und bei Bedarf in Wangen, Weingarten, Tettnang und Bad Waldsee.
Die Hütekinder kamen mit dem Schiff von Bregenz im Hafen von Friedrichshafen an. Seit 1891 war der zentrale Marktort für die Hütekinder in der Karlstraße in Friedrichshafen. Die nicht vermittelten Kinder fuhren mit der Bahn nach Ravensburg, um dort vermittelt zu werden.

### Die Arbeit
In ihrer Heimat wurden die Schwabenkinder alljährlich von der Schulpflicht befreit, und im Königreich Württemberg galt die dort seit 1836 bestehende Schulpflicht nicht für ausländische Kinder. Die politisch immer wieder geforderte Ausdehnung der Schulpflicht wurde bis 1921 von einer oberschwäbischen Bauernlobby verhindert.

### Tiroler und Vorarlberger Hütekinderverein
Im Jahr 1891 wurde der Tiroler und Vorarlberger Hütekinderverein vom ehemaligen Pfarrer Venerand Schöpf und dem Gemeindevorsteher Josef Anton Geiger aus Pettneu am Arlberg gegründet, um die Kinder vor Willkür zu schützen. Er bestand bis 1915.

### Ende der Kinderarbeit
In der US-amerikanischen Presse gab es 1908 eine Kampagne, bei der unter anderem der Kindermarkt in Friedrichshafen mit einem Sklavenmarkt verglichen wurde. Der moralischen Entrüstung folgten diplomatische Aktivitäten bis in die Reichskanzlei in Berlin, für die Kinder selbst änderte sich dadurch jedoch nichts.
Die Kindermärkte wurden 1915 abgeschafft, weil nun die Kinder zuhause als Ersatz für die im Ersten Weltkrieg einberufenen Soldaten als Arbeitskraft benötigt wurden. Das „Schwabengehen“ nahm jedoch erst 1921 rapide ab, nachdem in Württemberg die Schulpflicht für ausländische Kinder eingeführt worden war.

## Datenbank der Schwabenkinder
In der Datenbank der Schwabenkinder werden für etwa 6000 Kinder die Herkunftsregionen, die Namen der Kinder und der Dienstherren in Oberschwaben dokumentiert. Die Aufnahmeorte für die Kinder aus einzelnen Herkunftsregionen, aber auch das Schicksal einzelner Kinder können so erforscht werden.

## Rezeption